# Zatvaranje
Zatvaranje (engl. lockdown ili Shutdown), privremena je mjera koju određuje državna vlast s ograničenjima u javnom životu radi zaustavljanja širenja epidemije ili pandemije.
Obuhvaća naredbe koje vlada ili određena institucija izdaje stanovništvu da "ostanu kod kuće" ili da odu na "sigurnije mjesto" kako bi privremeno ograničili ili u potpunosti ukinuli slobodu kretanja stanovništva unutar ili izvan određenog područja. 
Opseg masovne karantene nije jasno definiran i već opisuje razne nefarmaceutske mjere zaštite od zaraze, poput zatvaranja trgovina, obrazovnih institucija i javnih ustanova, zabrane okupljanja, policijskog sata ili proglašenja katastrofe ili izvanrednog stanja. Nakon što su mjere masovne karantene za nadzor bolesti u velikoj mjeri napuštene u 20. stoljeću, od kraja 2019. ponovno su  se koristile u cijelom svijetu kao dio mjera protiv pandemije COVID-19.
O učinkovitosti masovnih karantena i mjera ograničavanja u odnos na omjer troškova i koristi kontroverzno se raspravlja. U svakom je slučaju povezano sa značajnim socijalnim, ekonomskim, psihološkim i zdravstvenim posljedicama i čini „krajnje sredstvo ako zdravstvene vlasti ne znaju kako dalje postupiti smanjenju rizika od zaraze.
Institut za hrvatski jezik i jezikoslovlje opisuje razdoblje zaključavanja kao „uvođenje karantene ili restriktivnih mjera da bi se povećala sigurnost; isto značenje ima i shut down".

## Svrha
Glavni cilj mjera zatvaranja jest očuvanje sposobnosti bolnica za preuzimanje skrbi za bolesnike smanjenjem brzine širenja infekcije unutar populacije. 

## Vanjske poveznice
- https://jezik.hr/koronavirus/pretraga/?search=lock+down